# Karilatsi, Põlva kommun
Karilatsi är en ort i Estland. Den ligger i Vastse-Kuuste kommun och landskapet Põlvamaa, i den sydöstra delen av landet, 190 km sydost om huvudstaden Tallinn. Karilatsi ligger 78 meter över havet och antalet invånare är 139.
Terrängen runt Karilatsi är platt. Runt Karilatsi är det glesbefolkat, med 11 invånare per kvadratkilometer. Närmaste större samhälle är Põlva, 12,4 km sydost om Karilatsi. I omgivningarna runt Karilatsi växer i huvudsak blandskog.